# إيلكين موريلو
إيلكين موريلو (بالإسبانية: Elkin Murillo)‏ (20 سبتمبر 1977 بإدارة أنتيوكيا في كولومبيا - ) هو لاعب كرة قدم كولومبي في مركز الوسط. شارك مع منتخب كولومبيا لكرة القدم. أما مع النوادي، فقد لعب مع أتلتيكو ناسيونال وإنديبندينتي ميديلين وديبورتيس كوينديو وديبورتيفو كالي ونادي سبورتينغ كريستال وليجا دي كويتو وCortuluá ‏ وديبورتيس توليما وC.D. Técnico Universitario ‏ وديبورتيفو بيريرا.

## وصلات خارجية
- ايلكين موريلو على موقع الاتحاد الدولي (مؤرشف)  (الإنجليزية)
- ايلكين موريلو على موقع قاعدة بيانات كرة القدم.إي يو (الإنجليزية)
- ايلكين موريلو على موقع ناشيونال فوتبول تيمز (الإنجليزية)
- ايلكين موريلو على موقع Soccerway.com (الإنجليزية)